# 複素感受率
線形応答理論において、任意の外力による応答関数をフーリエ変換したもの{\displaystyle \chi (\omega )}を複素感受率（ふくそかんじゅりつ、または複素アドミッタンス）と呼ぶ。
{\displaystyle \chi (\omega )=\int _{0}^{\infty }\Phi (t)e^{i\omega t}dt}
特に振動する外力に対する応答（周波数応答関数）のフーリエ変換のことを複素感受率と呼ぶこともある。
応答として変位（分極率など）を考えたときは、複素感受率の虚部がエネルギー散逸を表す。複素感受率の実部の変化を分散、虚部の変化を吸収という。一方で応答として流れ（変位の時間変化、電気伝導率など）を考えたときは、実部がエネルギー散逸を表す。
複素アドミッタンスに対する一般公式が与えられると、その理論的計算が困難である場合にも、それを実験的に定める方法を色々と考案することができる。その著しい例はvan Hoveによる散乱断面積と結びつける散乱則である。非弾性散乱で運動量変化を{\displaystyle \hbar k}、エネルギー損失を{\displaystyle \hbar \omega }とすると、入射エネルギー、入射角や散乱体方位の変更などによって、異なる値の波数ベクトルや角振動数に対する複素アドミッタンスを測定することができる。例えば非弾性散乱の実験によれば、衝突断面積の測定値から{\displaystyle {\text{Im}}\,\{k^{2}/\epsilon (k,\omega )\}}を求めることができる。中性子散乱やガンマ線散乱についても同じようなことが言える。

## クラマース・クローニッヒの関係式
複素感受率の実部{\displaystyle {\text{Re}}\,\chi (\omega )}と虚部{\displaystyle {\text{Im}}\,\chi (\omega )}について以下のクラマース・クローニッヒの関係式が成り立つ。
{\displaystyle {\text{Re}}\,\chi (\omega )={\frac {1}{\pi }}{\mathcal {P}}\int _{-\infty }^{\infty }{\frac {{\text{Im}}\,\chi (\omega )}{\omega '-\omega }}\,d\omega '}
{\displaystyle {\text{Im}}\,\chi (\omega )=-{\frac {1}{\pi }}{\mathcal {P}}\int _{-\infty }^{\infty }{\frac {{\text{Re}}\,\chi (\omega )}{\omega '-\omega }}\,d\omega '}